# Konferenz von Hendaye

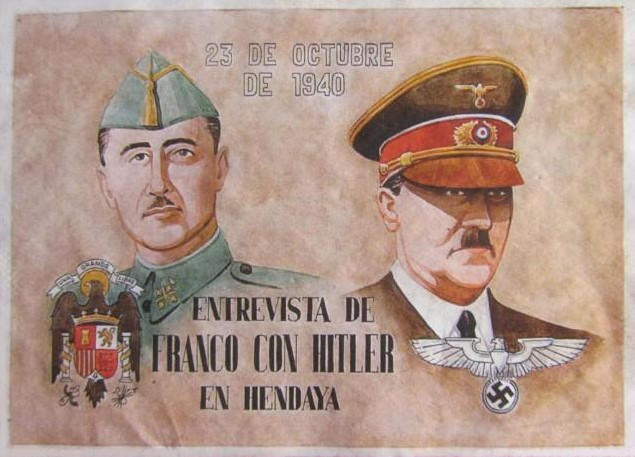
Spanische Illustration zur Konferenz von Hendaye, welche Francisco Franco und Adolf Hitler zeigt

Die Konferenz von Hendaye, auch Treffen von Hendaye, war ein diplomatisches Treffen zwischen Adolf Hitler, dem Diktator des Deutschen Reiches, und Francisco Franco, dem Diktator Spaniens. Die Konferenz fand während des Zweiten Weltkriegs am 23. Oktober 1940 am Bahnhof von Hendaye, einem Grenzort auf der französischen Seite der Grenze zwischen Spanien und Frankreich, statt.

## Geschichte

### Hintergrund
Die deutsche Wehrmacht hatte im Westfeldzug (Mai–Juni 1940) Frankreich besetzt und dem besiegten Staat den Waffenstillstand von Compiègne aufgezwungen, wodurch der nördliche Teil Frankreichs ein Besatzungsgebiet der Wehrmacht wurde und im südlichen Teil des Landes die mit Deutschland kollaborierende Vichy-Regierung (benannt nach ihrem Regierungssitz, dem Kurort Vichy) eingerichtet wurde.
Francisco Franco hatte sich während des Spanischen Bürgerkriegs (1936–39) an die Spitze der Rebellen gesetzt und letztendlich mit deutscher, italienischer und portugiesischer Unterstützung den Krieg im Frühjahr 1939 zu einem siegreichen Ende geführt. Seitdem hatte Franco mit den Achsenmächten Deutschland und Italien sympathisiert und sich auch dem Antikominternpakt angeschlossen, war aber anders als Italien nicht im Sommer 1940 in den Krieg eingetreten. Er hatte jedoch den Status Spaniens von Neutralität zur Nichtkriegsführung verändert und am 14. Juni 1940 die Gunst der Stunde genutzt, um die Internationale Zone von Tanger zu besetzen und damit Spanisch-Marokko zu erweitern. Am 19. Juni hatte Spanien die Bereitschaft an Berlin signalisiert, in den Krieg unter bestimmten Forderungen einzutreten. So sollte Spanisch-Guinea auf Kosten der früheren deutschen Kolonie Kamerun vergrößert werden. Dafür forderte er zudem Unterstützungslieferungen durch Deutschland.:96f. Ende August begannen formale Verhandlungen über einen Kriegseintritt Spaniens. Von deutscher Seite wurde Gibraltar und die Erweiterung von Spanisch-Sahara nach Süden sowie Französisch-Marokko (unter der Bedingung deutscher Flottenstützpunkte) zugestanden. Franco war aber nicht bereit, ausländische Flottenstützpunkte dort oder wie von Hitler gefordert auf den Kanaren zu gewähren.
Im Oktober 1940 unternahm Hitler eine Rundreise, um Vichy-Frankreich und Spanien zu einer gemeinsamen kontinentalen Koalition gegen die Briten zu gewinnen. Nachdem er sich am 4. Oktober in einem Treffen am Brennerpass mit Benito Mussolini abgestimmt hatte, kam es am 23. Oktober zum Treffen mit Franco in Hendaye. Hitlers Verhandlungsposition war nicht aussichtsreich, da er den exorbitanten spanischen Forderungen nach Gebietsgewinnen und riesigen Rüstungs- und Lebensmittellieferungen nicht entgegenkommen wollte und die konkurrierenden imperialen Machtansprüche Italiens, Vichy-Frankreichs und Spaniens in Afrika zu berücksichtigen waren.

### Verhandlungen
Das Gespräch Hitlers und Francos drehte sich um den Preis des Kriegseintritts Spaniens in den Zweiten Weltkrieg. Franco wollte nicht nur die britische Exklave Gibraltar an der spanischen Südküste, sondern auch Gebietsgewinne in Französisch-Nordafrika, besonders in Oran und Französisch-Marokko. Hitler war dieser Preis zu hoch; die Zusage an Spanien hätte die mit Deutschland verbündete Vichy-Regierung, welche weiterhin das gesamte französische Kolonialreich für sich beanspruchte, verärgert und wäre potenziell auch den nordafrikanischen Ambitionen von Hitlers wichtigstem Verbündeten in Europa, Benito Mussolini, zuwidergelaufen. Besonders die Aufrechterhaltung guter Beziehungen zu Vichy-Frankreich war für Hitler wichtig, da er die vichytreuen französischen Truppen davon abhalten wollte, zu den Alliierten überzulaufen. Andererseits brauchte Hitler jedoch Franco, um durch die Besetzung Gibraltars („Unternehmen Felix“) die Straße von Gibraltar zu sperren.:89
Der deutsche Historiker Walther L. Bernecker sieht in den großen Gebietsforderungen Francos einen bewussten Versuch Francos, den spanischen Kriegseintritt ohne Gesichtsverlust zu vermeiden.

### Nachwirkung
Franco wurde klar, dass Deutschland weiterhin auf Stützpunkten auf spanischem Gebiet bestand, den kolonialen Gebietsforderungen nicht nachkommen wollte und nicht in der Lage war, Spanien in einem längeren Krieg mit Lieferungen zu versorgen.
Das Gipfeltreffen wurde im franquistischen Spanien zu einem zentralen Ereignis mythologisiert: Franco habe Hitlers Versuchen, Spanien in den Krieg hineinzuziehen, widerstanden und die Spanier damit vor einer unvorsichtigen Kriegsteilnahme bewahrt.:90 Zur Verfälschung der Darstellung der Konferenz im franquistischen Spanien gehörte auch die gezielte Retusche mehrerer Fotografien, um Franco auf den Bildern besser in Szene zu setzen.
Die Konferenz von Hendaye blieb die einzige Begegnung zwischen Franco und Hitler.:90 Franco erzählte später ungezwungen auch gegenüber Politikern der jungen Bundesrepublik Anekdoten zur Konferenz von Hendaye und zu Hitlers Verhalten während des Zusammentreffens; in den bundesdeutschen Akten ist ein Bericht durch den ersten westdeutschen Botschafter in Spanien, Adalbert von Bayern, über ein solches Gespräch mit Franco erhalten.

## Bibliographie
- Preston, Paul: Franco and Hitler: The Myth of Hendaye 1940. In: Contemporary European History. 1. Jahrgang, Nr. 1, 1992, S. 1–16 (englisch).